# باول غريغ
باول غريغ (بالإنجليزية: Paul Gregg)‏ هو شخصية أعمال بريطاني، ولد في 1941 في سكاربورو في المملكة المتحدة.